# Okręg Châteaudun
Okręg Châteaudun (fr. Arrondissement de Châteaudun) – okręg w środkowej Francji, departamencie Eure-et-Loir. Populacja wynosi 59 000.

## Podział administracyjny
W skład okręgu wchodzą następujące kantony:
- Bonneval,
- Brou,
- Châteaudun,
- Cloyes-sur-le-Loir,
- Orgères-en-Beauce.